# Eubazus denticlypealis
Eubazus denticlypealis är en stekelart som först beskrevs av Vladimir Ivanovich Tobias 1986.  Eubazus denticlypealis ingår i släktet Eubazus och familjen bracksteklar. Inga underarter finns listade i Catalogue of Life.